# Thomas van Lancaster
Thomas van Lancaster (1278 - Pontefract, 22 maart 1322) was graaf van Leicester en Lancaster en was een telg uit een zijtak van het huis Plantagenet.

## Biografie
Thomas werd geboren als de oudste zoon van Edmund, een zoon van koning Hendrik III, en Blanca van Artesië. Hij vocht aan de zijde van zijn oom Eduard I van Engeland mee in Schotland en participeerde in de Slag bij Falkirk. Hij was aanvankelijk een trouwe aanhanger toen diens zoon Eduard in 1307 de troon besteeg. Bij diens kroning droeg hij zelfs de Curtana, het zwaard van Eduard de Belijder. Door de grote invloed van Piers Gaveston op de koning veranderde positie van Thomas ten op zichtte van zijn koning en hij behoorde dan ook tot de groep edelen die diverse malen om het aftreden van Gaveston vroegen.
Hij slaagde erin om Gaveston te verbannen in 1308 en was vervolgens twee jaar later betrokken bij het opstellen van de Ordinanties van 1311 die de macht van de koning moesten inperken. Gaveston keerde echter dat jaar terug, maar Thomas van Lancaster en Guy de Beauchamp wisten hem gevangen te nemen en lieten hem vervolgens executeren. In 1312 verleende de koning hen ook een koninklijk pardon, maar Thomas weigerde op te trekken in diens Schotse veldtocht van dat jaar dat zou leiden tot de Slag om Bannockburn. Hierop nam Thomas de feitelijke macht in handen, maar hij wist het land niet te behoeden voor invallen uit Schotland. Vanwege zijn wanbestuur kwamen de baronnen tegen hem in opstand en dat leidde tot de uiteindelijke ondertekening van het Verdrag van Leake waarbij de partijen met elkaar verzoend werden.
De opkomst van de macht van Hugh le Despenser aan het koninklijk hof bracht Thomas opnieuw in conflict met de koning. Hij leidde een opstand tegen hen, maar hij werd in de Slag bij Boroughbridge gevangen genomen. Hij werd vervolgens in opdracht van de koning nabij Pontefract Castle onthoofd. Zijn lichaam werd aldaar begraven en in de loop der tijd groeide zijn graf uit tot een pelgrimsoord.

## Voorouders
| Voorouders van Thomas van Lancaster (1278-1322) | Voorouders van Thomas van Lancaster (1278-1322)                               | Voorouders van Thomas van Lancaster (1278-1322)                               | Voorouders van Thomas van Lancaster (1278-1322)                                      | Voorouders van Thomas van Lancaster (1278-1322)                                      | Voorouders van Thomas van Lancaster (1278-1322)                                | Voorouders van Thomas van Lancaster (1278-1322)                                | Voorouders van Thomas van Lancaster (1278-1322)                          | Voorouders van Thomas van Lancaster (1278-1322)                          |
| ----------------------------------------------- | ----------------------------------------------------------------------------- | ----------------------------------------------------------------------------- | ------------------------------------------------------------------------------------ | ------------------------------------------------------------------------------------ | ------------------------------------------------------------------------------ | ------------------------------------------------------------------------------ | ------------------------------------------------------------------------ | ------------------------------------------------------------------------ |
| Overgrootouders                                 | Jan zonder Land (1167-1216) ∞ 1200 Isabella van Angoulême (1186-1246)         | Jan zonder Land (1167-1216) ∞ 1200 Isabella van Angoulême (1186-1246)         | Raymond Berengarius V van Provence (1198-1245) ∞ 1220 Beatrix van Savoye (1205-1266) | Raymond Berengarius V van Provence (1198-1245) ∞ 1220 Beatrix van Savoye (1205-1266) | Lodewijk VIII van Frankrijk (1187-1226) ∞ 1200 Blanca van Castilië (1188-1252) | Lodewijk VIII van Frankrijk (1187-1226) ∞ 1200 Blanca van Castilië (1188-1252) | Hendrik II van Brabant (1207-1248) ∞ Maria van Zwaben (1201-1235)        | Hendrik II van Brabant (1207-1248) ∞ Maria van Zwaben (1201-1235)        |
| Grootouders                                     | Hendrik III van Engeland (1207-1272) ∞ 1236 Eleonora van Provence (1223-1291) | Hendrik III van Engeland (1207-1272) ∞ 1236 Eleonora van Provence (1223-1291) | Hendrik III van Engeland (1207-1272) ∞ 1236 Eleonora van Provence (1223-1291)        | Hendrik III van Engeland (1207-1272) ∞ 1236 Eleonora van Provence (1223-1291)        | Robert I van Artesië (1216-1250) ∞ 1200 Machteld van Brabant (1224-1288)       | Robert I van Artesië (1216-1250) ∞ 1200 Machteld van Brabant (1224-1288)       | Robert I van Artesië (1216-1250) ∞ 1200 Machteld van Brabant (1224-1288) | Robert I van Artesië (1216-1250) ∞ 1200 Machteld van Brabant (1224-1288) |
| Ouders                                          | Edmund van Lancaster (1245-1296) ∞ Blanca van Artesië (1248-1302)             | Edmund van Lancaster (1245-1296) ∞ Blanca van Artesië (1248-1302)             | Edmund van Lancaster (1245-1296) ∞ Blanca van Artesië (1248-1302)                    | Edmund van Lancaster (1245-1296) ∞ Blanca van Artesië (1248-1302)                    | Edmund van Lancaster (1245-1296) ∞ Blanca van Artesië (1248-1302)              | Edmund van Lancaster (1245-1296) ∞ Blanca van Artesië (1248-1302)              | Edmund van Lancaster (1245-1296) ∞ Blanca van Artesië (1248-1302)        | Edmund van Lancaster (1245-1296) ∞ Blanca van Artesië (1248-1302)        |